# Nana de Varennes
Nana de Varennes (geboren als Angélina Richard; * 2. Dezember 1885 in Montreal; † 1. Juli 1981 in Buckingham/Québec) war eine kanadische Schauspielerin. 
Nana de Varennes debütierte 1901 als Schauspielerin und heiratete wenig später den Schauspieler und Sänger Roméo de Varennes, mit dem sie sechs Kinder bekam. Sie arbeitete als Kassiererin im Théâtre Stella in Montreal und an anderen Theatern der Stadt als Souffleuse und Kostümbildnerin. Mit ihrem Mann unternahm sie Tourneen und leitete schließlich eine eigene Schauspieltruppe.
Nach dem Ersten Weltkrieg gehörte sie zu den Pionieren des Kinofilms in Québec; seit den 1950er Jahren wurde sie als Darstellerin in Fernsehserien wie La famille Plouffe (1953–57) und Le survenant (1954–60) bekannt. Ende der 1970er Jahre setzte sie sich nach einer siebzigjährigen Laufbahn als Schauspielerin zur Ruhe.

## Filmografie
- 1949: Le gros Bill (Regie: Jean-Yves Bigras und René Delacroix)
- 1950: Les lumières de ma ville (Regie: Jean-Yves Bigras)
- 1952: La petite Aurore l’enfant martyre (Regie: Jean-Yves Bigras)
- Cœur de maman (Regie: René Delacroix), 1953
- Le vieux bien (Regie: Bernard Devlin), 1956
- Le commis (Regie: Allan Wargon), 1958
- Les brûlés (Regie: Bernard Devlin), 1959
- L’héritage (Regie: Bernard Devlin), 1960
- La corde au cou (Regie: Pierre Patry), 1965
- Les diableries d’un sourcier (Regie: Raymond Garceau), 1966
- Ti-cœur (Regie: Fernand Bélanger), 1969
- L’amour humain (Regie: Denis Héroux), 1970
- Mon enfance à Montréal (Regie: Jean Chabot), 1971
- Fleur bleue (Regie: Larry Kent), 1971
- Les chats bottés (Regie: Claude Fournier), 1971
- Le Ministère de l’Industrie et du Commerce du Canada (Regie: Denis Héroux), 1972
- Child Under Life (Regie: George Bloomfield), 1974
- Une nuit en Amérique (Regie: Jean Chapot), 1975